# شفة
الشفة (الجمع الشِّفاه) هي جزء مرئي من الفم في البشر وكثير من الحيوانات. تكون الشفاه ليّنة، متحركة، وهي بمثابة المدخل لتناول الطعام والتعبير عن الصوت والكلام والنطق. تعد شفاه الإنسان جهاز حسِّي عن طريق اللمس، فهي تتحسس درجة الحرارة قبل تناول الطعام، ويمكن أن تكون منطقة مثيرة للشهوة الجنسية عند استخدامها في التقبيل والألفة وغيرها.

## التكوين

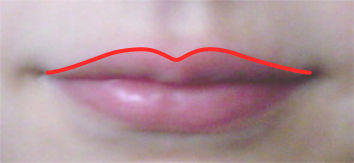
علامة قوس كيوبيد المميزة لشفة الإنسان

تتكون الشفاه من شفتين؛ «الشفة العلوية للفم» و «الشفة السفلية للفم» على التوالي. يُعرف مكان التقاء الشفاه والجلد المحيط بها من منطقة الفم باسم الحد القرمزي، وتُسمّى الحدود القرمزية للشفة العليا باسم قوس كيوبيد. الجزء البارز في وسط الشفة العليا هو حديبة تُعرف بأسماء مختلفة بما في ذلك الطرمة، و«حديبة الشفة العلوية»، و«الحديبة الشفوية». ويُسمّى الأخدود الرأسي الممتد من الطرمة إلى الحاجز الأنفي باسم النثرة.
جلد الشفة، والمتكوّن من 3-5 طبقات خلوية، رقيق جدًا بالمقارنة مع جلد الوجه، والذي قد يصل إلى 16 طبقة. يحتوي جلد الشفاه على عدد أقل من الخلايا الصباغية (الخلايا التي تنتج صبغة الميلانين التي تعطي الجلد لونه) وبالتالي يكون لون جلد الشفاه أفتح من لون البشرة. وبسبب هذا، تظهر الأوعية الدموية عبر جلد الشفاه، مما يؤدي إلى اللون الأحمر الملحوظ بهم. مع قتامة لون البشرة، يكون هذا التأثير أقل وضوحًا، حيث يحتوي جلد الشفاه في هذه الحالة على المزيد من الميلانين، وبالتالي لونه أغمق. يشكّل جلد الشفة الحدود بين الجلد الخارجي للوجه، والغشاء المخاطي الداخلي للفم.
لا يحتوي جلد الشفة على الشعر أو الغدد العرقية. وبالتالي، فإنه لا يملك طبقة الحماية المعتادة من العرق وزيوت الجسم التي تحافظ على البشرة ناعمة، وتمنع مسببات الأمراض، وتنظم درجة الحرارة. لهذه الأسباب، تجف الشفاه بشكل أسرع وتُصاب بالشقوق بسهولة.
يتم تشكيل الشفة السفلى من بروز الفك السفلي، وهو جزء ناتج من القوس البلعومي الأول. تغطي الشفة السفلى الجزء الأمامي من الفك السفلي. تُخفَّض عن طريق العضلة الخافضة للشفة السفلية، وتحدُّها من الأسفل عضلة الفم الدويرية.
تغطي الشفة العليا السطح الأمامي من الفك العلوي. يكون لون نصفها العلوي هو لون البشرة المعتاد، ويحتوي على منخفض في وسطه، مباشرةً تحت الحاجز الأنفي، ويُسمّى النثرة، في حين أن النصف السفلي منها مختلف بشكل ملحوظ، فاللون الأحمر أكثر مشابهة للون داخل الفم.
ترتفع الشفة العلوية عن طريق العضلة الرافعة للشفة العلوية، وتتصل بالشفة السفلى عن طريق بطانة رقيقة من الشفة نفسها، وهو ما يمكن ملاحظته عند فتح الفم باتساع.
نقص سُمْك الحد القرمزي للشفة العلوية وتسطُّح النثرة هما اثنان من علامات الوجه في متلازمة الكحول الجنينية، وهي إعاقة مستمرة مدى الحياة ناجمة عن استهلاك الكحول خلال فترة الحمل.

### علم الأنسجة
جلد الشفاه حرشفي طبقي. ويتمثل الغشاء المخاطي بمساحة كبيرة في القشرة الحسية، وبالتالي فهو حساس للغاية. وهناك لجام الشفة السفلية، ولجام الشفة العلوية.

### التغذية العصبية
- العصب ثلاثي التوائم
  - العصب تحت الحجاج، هو فرع من عصب الفك العلوي. يغذي ليس فقط الشفة العليا، ولكن الكثير من جلد الوجه بين الشفة العليا والجفن السفلي، باستثناء قصبة الأنف.
  - العصب الذقني، هو فرع من عصب الفك السفلي (عبر العصب السنخي السفلي). يغذي الجلد والغشاء المخاطي للشفة السفلى واللثة الشفوية الأمامية.

### إمدادات الدم
الشريان الوجهي هو أحد الستة فروع غير النهائية من الشريان السباتي الخارجي. يغذي الشفاه عن طريق فروعه الشفوية العلوية والسفلية، ينقسم كل منهما إلى شعبتين ويفاغر مع الشريان الرفيق على الجانب الآخر.

### العضلات
تعتبر عضلات الشفاه جزء من العضلات المسؤولة عن تعبيرات الوجه. وتنشأ كل عضلات تعبيرات الوجه من الأديم المتوسط من القوس البلعومي الثاني، وبالتالي تكون تغذيتها العصبية (الإمداد الحركي) من خلال العصب الوجهي (العصب القحفي السابع). وظيفيًا، يتم ترتيب عضلات تعبيرات الوجه في مجموعات حول مدارات والأنف والفم.
العضلات التي تعمل على الشفاه:
- العضلة المبوقة
- عضلة الفم الدويرية (مجموعة من العضلات، اعتُقد في السابق أن تكون عضلة عاصرة واحدة أو حلقة من العضلات)
- نقطة ربط لعدة عضلات
  - عماد الشفة
- رفع الشفاه
  - العضلة الرافعة للشفة العلوية
  - العضلة الرافعة للشفة العلوية وجناح الأنف
  - العضلة الرافعة لزاوية الفم
  - العضلة الوجنية الصغيرة
  - العضلة الوجنية الكبيرة
- خفض الشفاه
  - العضلة الضحكية
  - العضلة الخافضة لزاوية الفم
  - العضلة الخافضة للشفة السفلية
  - العضلة الذقنية

## الوظيفة

### تناول الطعام
تمتلك الشفاه عضلاتها الخاصة بها، وبالتالي تتحرك بسهولة. تُستخدَم الشفاه لتناول الطعام داخل الفم. وبالإضافة إلى ذلك، تعمل الشفاه على إغلاق الفم إغلاقًا محكمًا، حتى لايخرج الطعام أو الشراب، وإبعاد الأشياء غير المرغوب فيها. ويقوم الفم بالشفط لشرب السوائل. هذا الشفط ضروري للأطفال من أجل الرضاعة الطبيعية.

### النطق
تعمل الشفاه على خلق الأصوات المختلفة - الساكنة والمتحركة- وبالتالي هي جزء هام من جهاز الكلام. يمكن للشفاه الصفير وأداء آلات النفخ مثل البوق والكلارينيت والناي، والساكسفون. يقوم الأشخاص المصابون بفقدان السمع، دون وعي أو بوعي، بقراءة الشفاه لفهم الكلام دون الحاجة إلى إدراك الأصوات الفعلية.
دور الشفتين في عمليَّة النطق
يتغيَّر شكل الشفتين أثناء النطق، فهما تنفرجان حينًا وتستديران أو تنطبقان حينًا آخر. هناك شعوب لديهم عادات نطق تتميز بكثرة الحركة في الشفتين، وهناك من يقتصدون فيها، كالناطقين باللغة العربية.

### عضو حسي
تمتلك الشفة العديد من النهايات العصبية، وتعمل كجزء من حاسة اللمس. الشفاه حساسة جدا للمس، والدفء، والبرودة. ولذلك هي مساعد هام لاستكشاف الأجسام المجهولة للأطفال الرضع والأطفال الصغار.

### منطقة مثيرة للشهوة الجنسية
بسبب العدد الكبير من النهايات العصبية، تعد الشفاه منطقة مثيرة للشهوة الجنسية.
تعبِّر شفاه المرأة على خصوبتها. ففي الدراسات التي أُجريت على علم انجذاب الإنسان، خلُص علماء النفس أن جاذبية الوجه والجنس للمرأة ترتبط ارتباطًا وثيقًا بأثر الهرمونات خلال فترة البلوغ والنمو. وعلى عكس آثار هرمون التستوستيرون على تكوين وجه الرجل، فإن آثار هرمون الاستروجين عند المرأة تعمل على الحفاظ على شكل الوجه «طفولي» نسبيًا وشابًا خلال فترة البلوغ وأثناء النضج النهائي. وقد تبين أنه كلما زاد هرمون الاستروجين لدى المرأة، تكون العينان أكبر والشفتان أكثر سُمْكًا، تعد هذه من الخصائص التي يُنظر إليها على أنها أكثر أنوثة. يحاول أحمر الشفاه (أو كولاجين تعزيز الشفة) الاستفادة من هذه الحقيقة من خلال خلق مظهر أكثر خصوبة وجذابة.
أيضًا يرتبط حجم الشفاه بالانجذاب الجنسي لدى كل من الرجال والنساء. وقد تتضخم الشفاه بشكل مؤقت أثناء الإثارة الجنسية بسبب الاحتقان بالدم.

### تعبيرات الوجه
تساهم الشفاه إلى حد كبير في تعابير الوجه. فهي تظهر العواطف بوضوح مثل الابتسام أو التجهم، عبر تشكيل منحنى الشفاه قطع مكافئ لأعلى أو لأسفل على التوالي. ويمكن أيضًا للشفاه التعبير عن الأنين أو الاستفزاز.

## الأهمية السريرية
بوصفها جهازًا من أجهزة الجسم، يمكن أن تُظهر الشفة أحد أعراض المرض:
- واحدة من التغيرات الأكثر شيوعًا للشفاه هو لونها الأزرق بسبب الزرقة. يحتوي الدم نسبة أقل من الأوكسجين، وبالتالي يتحول اللون الأحمر الداكن إلى اللون الأزرق، فيظهر ذلك عبر الجلد الرقيق للشفاه. وهذا هو هو سبب زرقة شفاه الجثث. يمكن ظهور الزرقة في الطقس البارد.[12]
- يمكن أن يكون التهاب الشفة في عدة أشكال مثل تشقق الشفاه (الشفاه مقشرة وجافة)، التهاب الشفة الزاوي (التهاب زوايا الفم)، هربس الشفة (قرحة باردة، وهو شكل من الهربس البسيط) والتهاب الشفة السفعي (تلف الشفاه المزمن من الشمس).[13]
- الشفة المشقوقة (فلح الشفة والحنك)
- سرطان الشفة (سرطان خبيث ينشأ من الخلايا الظهارية)، ينتج في الغالب عن طريق استخدام التبغ والتعرض المفرط لأشعة الشمس. يزيد الكحول من خطر السرطان المرتبط باستخدام التبغ. يوجد السرطان غالبًا منتشرًا؛ وأحيانًا على شكل عقيدات وينمو متخللأ الأنسجة المحيطة، ويمكن أيضًا أن يكون مزيجًا من النوعين. في كثير من الأحيان يحدث في الشفة السفلى، ويكون أكثر شراسة.

## المجتمع والثقافة
غالبًا ما يُنظر للشفاه كرمز للشهوة والجنس. ونظرًا لذلك تغطّى الشفاه في بعض ثقافات العالم.
كجزء من الفم؛ تعد الشفاه كرمز لفوهة الطعام. وترتبط الشفاه أيضًا رمزيًا بعلم النفس الوليدي (على سبيل المثال المرحلة الشفوية لعلم النفس وِفقًا لسيغموند فرويد).
يتم ثقب الشفة أو تكبير الشفاه أحيانًا لأسباب تجميلية. ومن المنتجات المُصمَّمة للاستخدام على الشفاه: أحمر الشفاه، مُلمّع الشفاه وبلسم الشفاه.

## في الحيوانات
في معظم الفقاريات، تعد الشفاه طيات من الأنسجة خارج الفكين غير مهمة نسبيًا. إلا أنها في الثدييات، تصبح أكثر وضوحًا بكثير، ومفصولة عن الفكين بواسطة شق عميق. بل هي أيضًا أكثر قدرة على الحركة في الثدييات عن المجموعات الأخرى، بسبب العضلات المُرفَقة. في الطيور والسلاحف، تكون الشفاه صلدة وكيراتينية، وتشكل منقار صلب في الطيور.

## صور إضافية

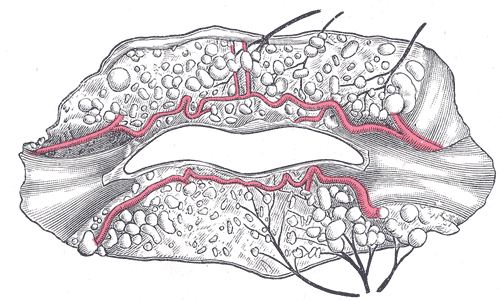
الشرايين التاجية الشفوية.
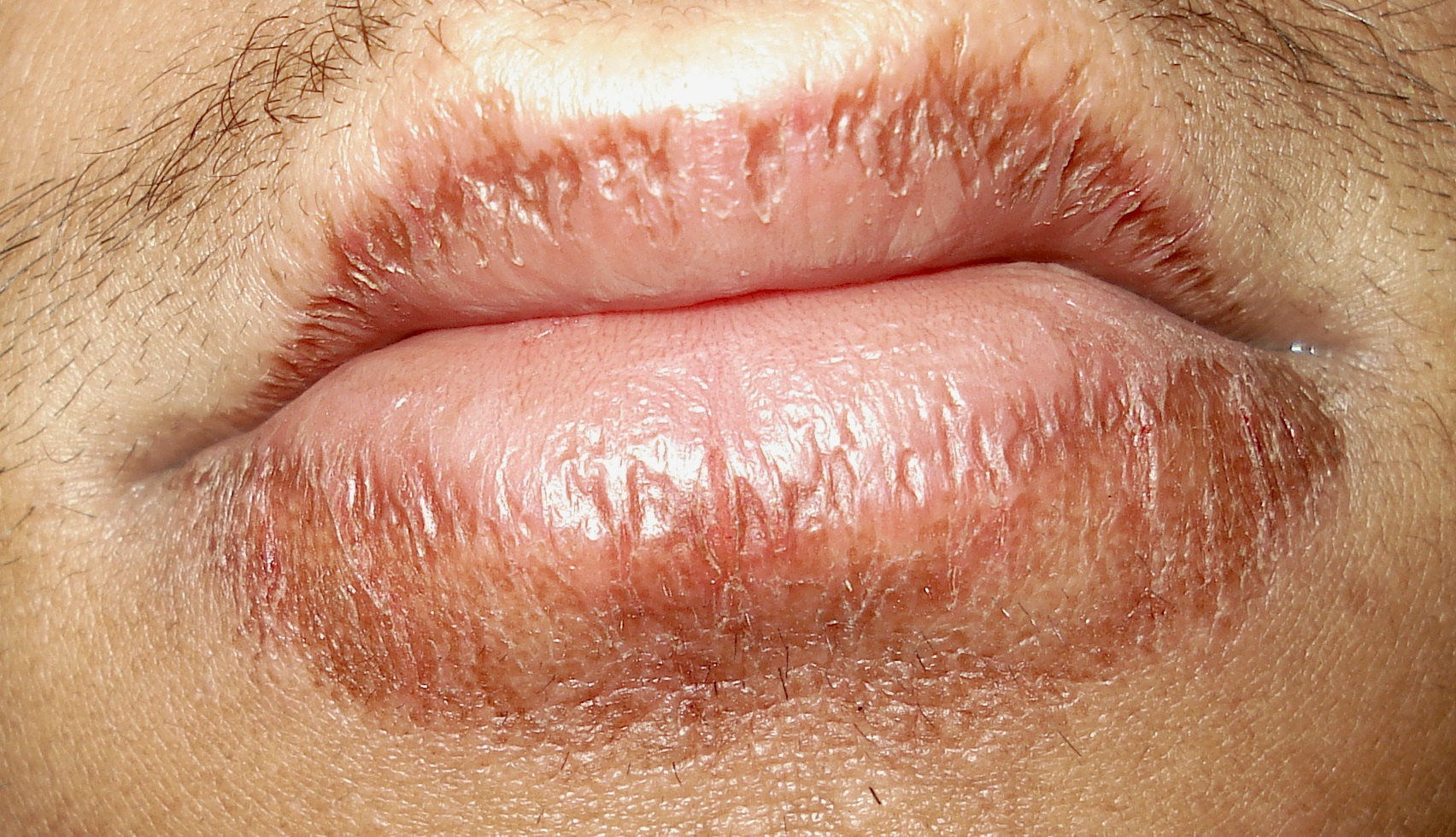
تشقق الشفتين
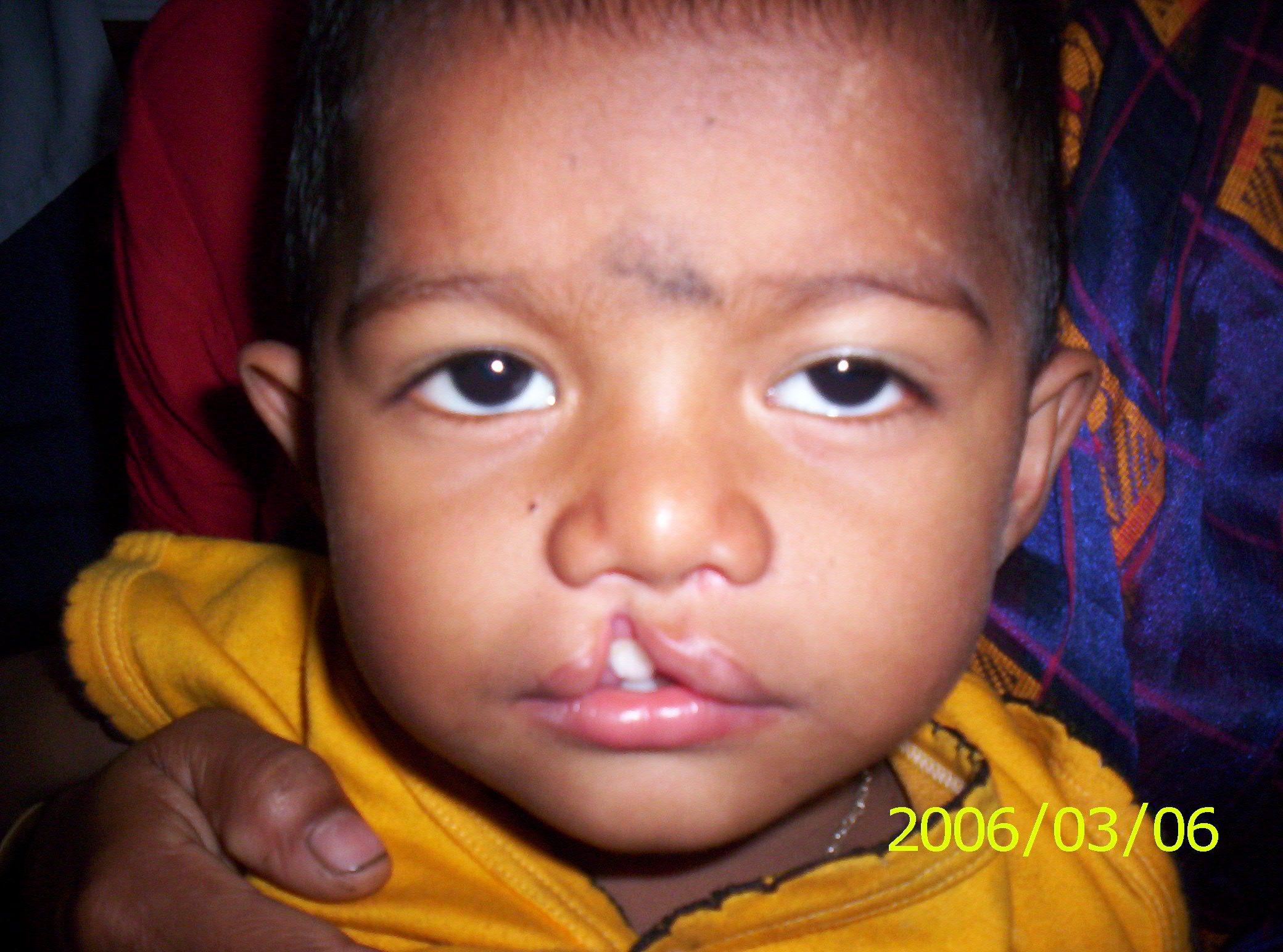
فلح الشفة والحنك
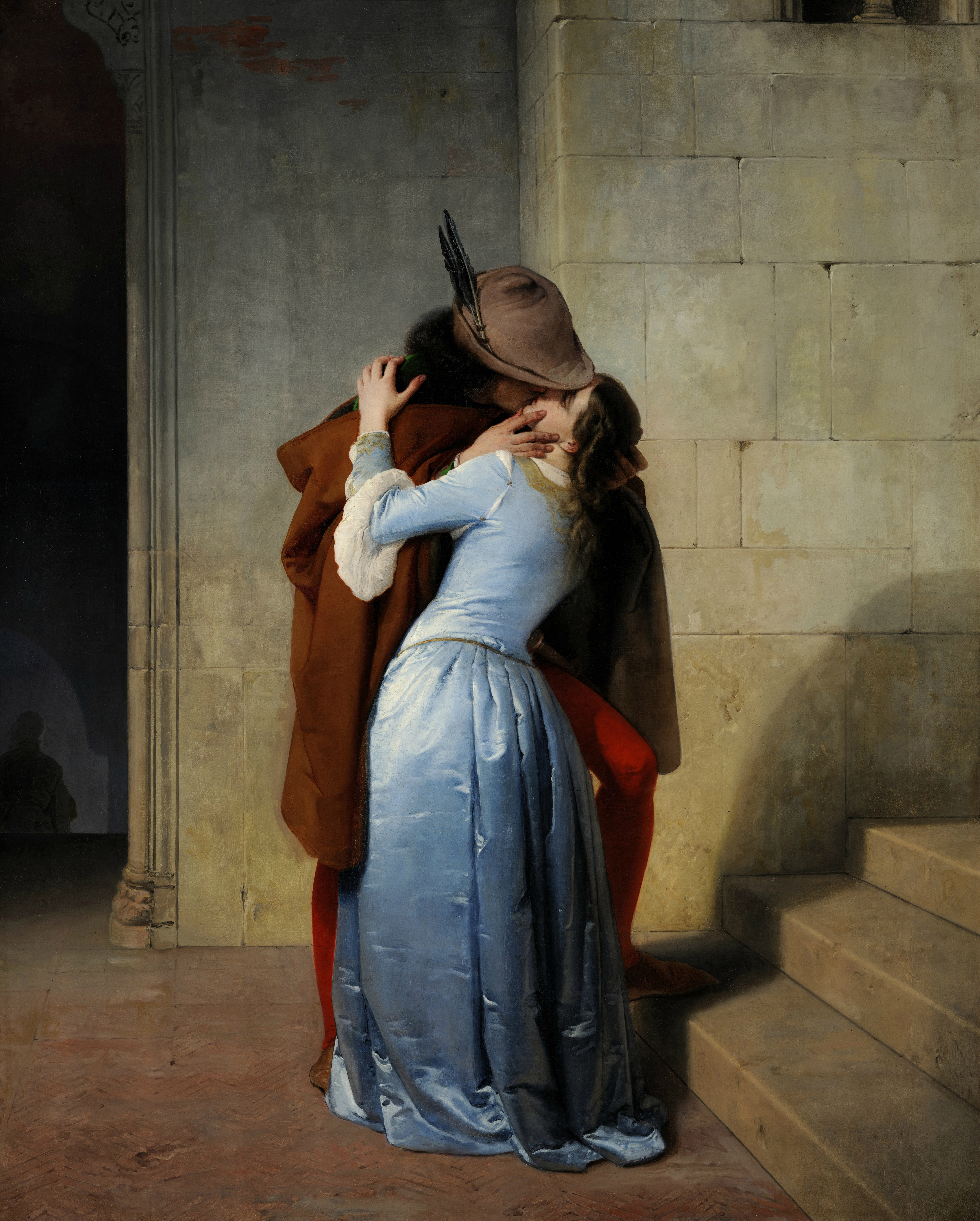
"القبلة"، فرانشيسكو هايز، 1859.
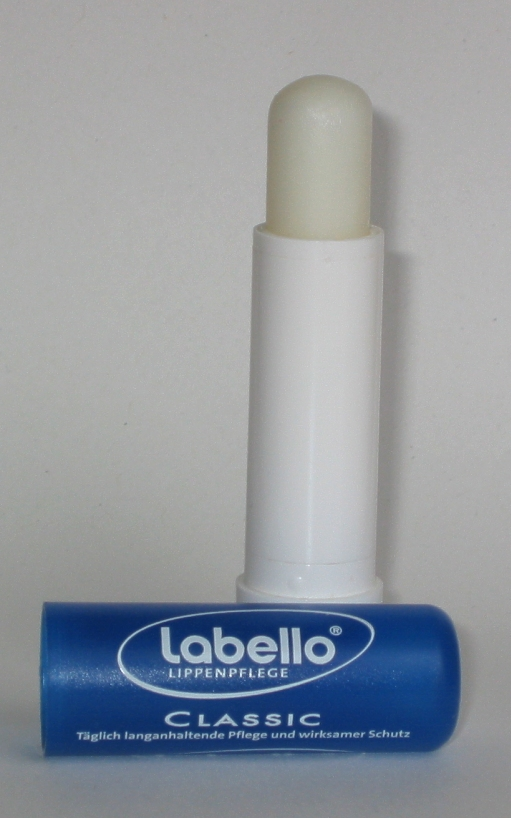
بلسم الشفاه
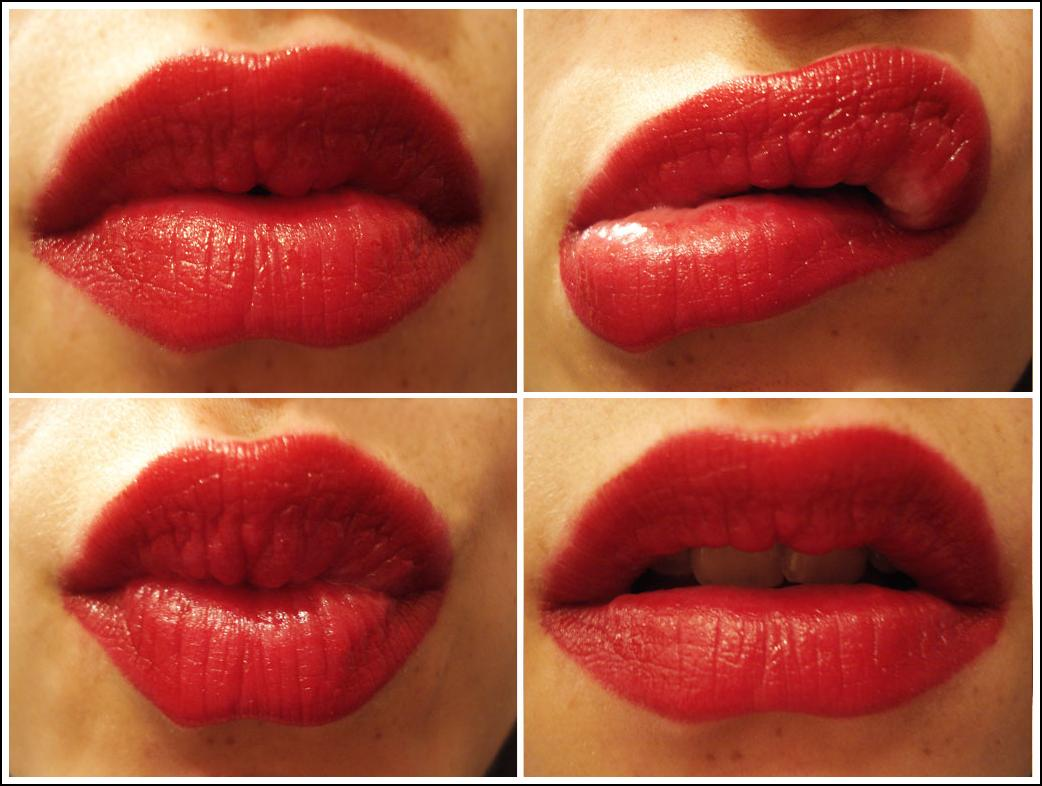
أحمر الشفاه
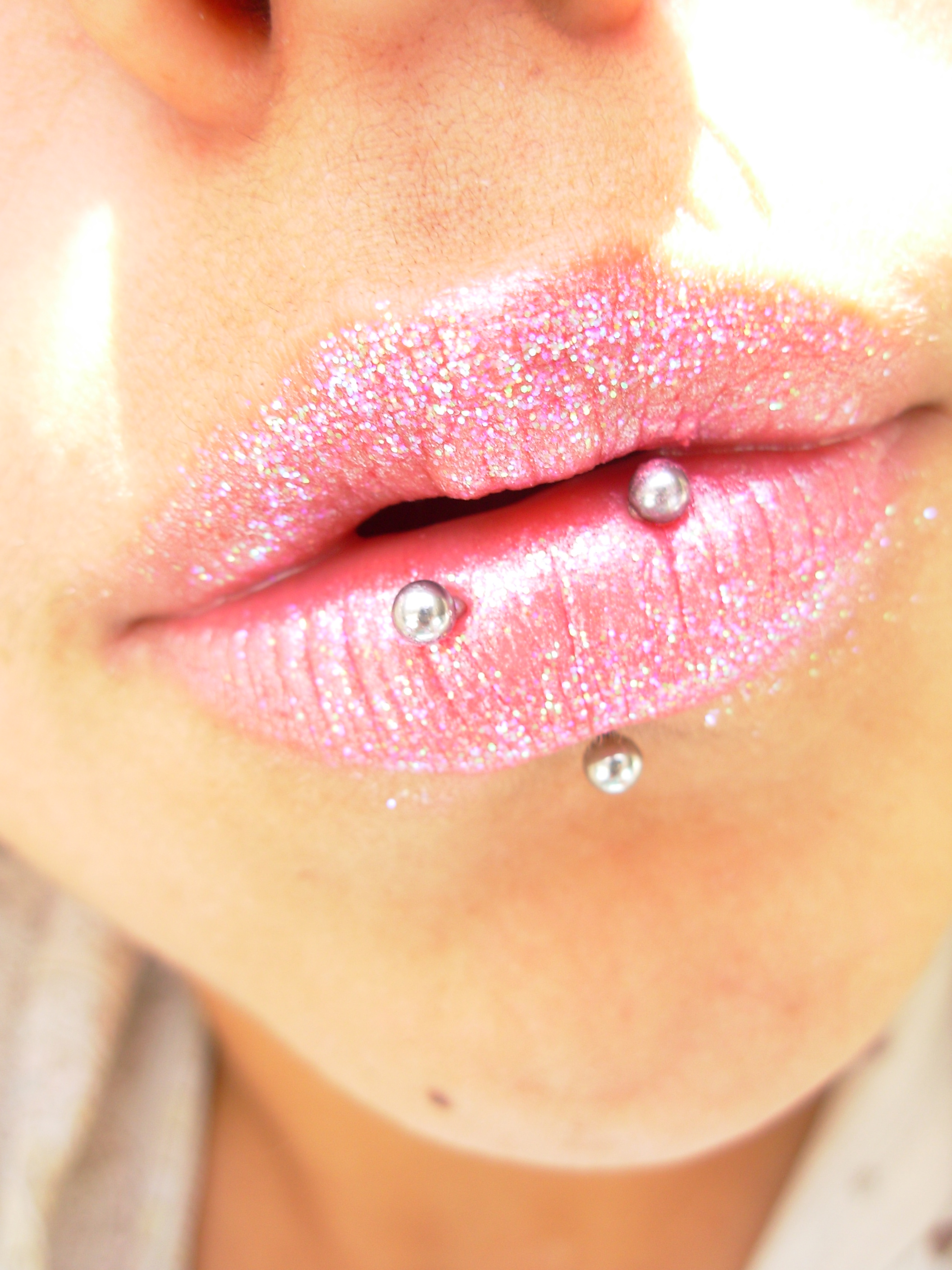
ثقب الشفاه

## مزيد من القراءة
- Tomiyama N, Ichida T, Yamaguchi K؛ Ichida؛ Yamaguchi (2004). "Electromyographic activity of lower lip muscles when chewing with the lips in contact and apart". Angle Orthod. ج. 74 ع. 1: 31–6. DOI:10.1043/0003-3219(2004)074<0031:EAOLLM>2.0.CO;2 (غير نشط 16 يناير 2017). PMID:15038488. مؤرشف من الأصل (abstract) في 2020-11-06.{{استشهاد بدورية محكمة}}:  صيانة الاستشهاد: أسماء متعددة: قائمة المؤلفين (link) صيانة الاستشهاد: وصلة دوي غير نشطة منذ 2017 (link)
- Bisson M, Grobbelaar A؛ Grobbelaar (2004). "The esthetic properties of lips: a comparison of models and nonmodels". Angle Orthod. ج. 74 ع. 2: 162–6. DOI:10.1043/0003-3219(2004)074<0162:TEPOLA>2.0.CO;2 (غير نشط 16 يناير 2017). PMID:15132441. مؤرشف من الأصل (abstract) في 2020-11-06.{{استشهاد بدورية محكمة}}:  صيانة الاستشهاد: وصلة دوي غير نشطة منذ 2017 (link)
- McMinn, R. M. H.؛ Last, R. J. (1994). Last's anatomy, regional and applied. Edinburgh: Churchill Livingstone. ISBN:0-443-04662-X.

## روابط خارجية
- ent/7 في موقع إي ميديسين
- hednk-030 — صور للجنين مصدرها جامعة كارولاينا الشمالية
- Anatomy at oralhealth.dent.umich.edu نسخة محفوظة 30 ديسمبر 2006 على موقع واي باك مشين.